# قائمة الهيئات الحكومية في مصر
تتضمن هذه المقالة قائمة الهيئات الحكومية في جمهورية مصر العربية.
| ت  | الاسم الهيئة الوطنية للاعلام                         | التأسيس الهيئة الوطنية للإعلام أو (اتحاد الإذاعة والتلفزيون سابقاً) هي هيئة مستقلة تتمتع بالشخصية الاعتبارية ومقرها الرئيسي محافظة القاهرة وتتمتع بالاستقلال في ممارسة مهامها واختصاصاتها ولا يجوز التدخل في شؤونها. أنشئت الهيئة طبقاً للقانون رقم ٩٢ لسنة ٢٠١٦ في شأن التنظيم المؤسسي للصحافة والإعلام لتتولى إدارة المؤسسات الإعلامية المملوكة للدولة لتقديم خدمات البث والإنتاج التليفزيوني والإذاعي والرقمي. بدأ اتحاد الإذاعة والتلفزيون بث برامجه في عام ١٩٦٠م. وهو المؤسسة الإذاعية التلفزيونية الرسمية لمصر، كانت تحت إدارة ثلاثة مؤسسات وهم مؤسسة للتلفزيون ومؤسسة للإذاعة ومؤسسة للهندسة الإذاعية قبل دمجهما فيما بعد. ويقع مقره في القاهرة من مبناه الشهير باسم ماسبيرو. يملك ثمانية قنوات قومية، وعدة قنوات تبث عبر الأقمار الصناعية، ومجموعة من محطات الراديو، ويضم الاتحاد عدة شبكات إعلامية وقطاعات إدارية هي شبكة قنوات التليفزيون المصري، شبكة تليفزيون النيل، شبكة تليفزيون المحروسة، مركز أخبار مصر، قطاع الإذاعة، قطاع الهندسة الإذاعية، القطاع الاقتصادي، قطاع الأمن، وقطاع الأمانة. أُلغي الاتحاد بالقانون رقم ٩٢ لسنة ٢٠١٦ بشأن التنظيم المؤسسي للصحافة والإعلام. واستبدل طبقاً للقانون الجديد بالهيئة الوطنية للإعلام.https://ar.wikipedia.org/wiki/%D8%A7%D9%84%D9%87%D9%8A%D8%A6%D8%A9_%D8%A7%D9%84%D9%88%D8%B7%D9%86%D9%8A%D8%A9_%D9%84%D9%84%D8%A5%D8%B9%D9%84%D8%A7%D9%85 | الشعار | الموقع الالكتروني https://www.maspero.eg/ | الملاحظات |
| -- | ---------------------------------------------------- | --- | ------ | --- | --- |
| 1  | هيئة الرقابة الإدارية                                | 1964 |        | https://aca.gov.eg/ | تأسست بهدف منع الفساد ومكافحته بكافة صوره واتخاذ الإجراءات والتدابير اللازمة للوقاية منه، ضماناً لحسن أداء الوظيفة العامة، وحفاظاً على المال العام وغيره من الأموال المملوكة للدولة. |
| 2  | الجهاز المركزي للمحاسبات                             | 1942 |        | https://asa.gov.eg | تشرف على الرقابة المالية بعد الصرف على الجهات والإدارات الحكومية وشركات القطاع العام وقطاع الأعمال العام وجميع الشركات التي تساهم بها الدولة والجمعيات الأهلية والجمعيات التعاونية، وهو مستقل عن مجلس الوزراء المصري، ويُقدّم تقريراته لرئاسة الجمهورية، ويَخضع لسيطرته مباشرةً.                                                  |
| 3  | الهيئة العامة للرقابة المالية                        | 2009 |        | https://fra.gov.eg/ | هي هيئة حكومية متكاملة تنظم قطاع الخدمات المالية في مصر. |
| 4  | الهيئة العامة لتعليم الكبار ومحو الأمية              | 1989 |        | https://www.eaea.gov.eg | |
| 5  | الهيئة العامة لتنمية الثروة السمكية                  | 2021 |        | https://www.lfrpda.org/ | تختص الهيئة بخدمة كل ما يخص الثروة السمكية والصيد في مصر. |
| 6  | الهيئة العامة لتنمية المنطقة الاقتصادية لقناة السويس | 2015 |        | https://sczone.eg/ar/ | تتولى إدارة وتنفيذ مشروع محور قناة السويس بصفة منفصلة عن هيئة قناة السويس. |
| 7  | الهيئة العامة لشئون المطابع الأميرية                 | 1820 |        | http://www.alamiria.com/Sec/Home | هي إحدى الجهات الرئيسية التي اعتمد عليها محمد علي باشا في تطوير مصر ونقلها لعصر الحضارة الحديثة. |
| 8  | الهيئة العامة لقصور الثقافة                          | 1989 |        | https://www.gocp.gov.eg | أنشئت الهيئة العامة لقصور الثقافة في مصر في بادئ الأمر تحت مسمي الجامعة الشعبية عام 1945، وتغير اسمها في سنة 1965 إلي جهاز الثقافة الجماهيرية. في عام 1989 صدر القرار رقم 63 لتتحول إلي هيئة عامة ذات طبيعة خاصة وأصبح اسمها الهيئة العامة لقصور الثقافة وتابعة لوزارة الثقافة.                                               |
| 9  | الهيئة العامة للأرصاد الجوية                         | |        | https://www.ema.gov.eg | |
| 10 | هيئة الأوقاف المصرية                                 | 1971 |        | http://awkafegypt.gov.eg/ | تدير الهيئة أصولا في صورة أسهم في بعض البنوك مثل بنك التعمير والإسكان وبنك فيصل الإسلامي. |
| 11 | الهيئة القومية لسلامة الغذاء                         | 2017 |        | https://nfsa.gov.eg/ | أنشئت طبقاً للقانون رقم 1 لسنة 2017 بهدف تحقيق متطلبات سلامة الغذاء للحفاظ على صحة المواطنين ولكي تتولى ممارسة جميع الصلاحيات والاختصاصات المقررة للوزارات والهيئات والمصالح فيما يخص الرقابة على تداول الغذاء. |
| 12 | الهيئة القومية للإنتاج الحربي                        | 1984 |        | http://www.momp.gov.eg نسخة محفوظة 18 يوليو 2018 على موقع واي باك مشين. | أنشأت بموجب القانون رقم 6 لسنة 1984 لتصبح أحد ركائز الصناعة العسكرية في مصر عن طريق إشرافها على المصانع الحربية، كانت تسمى في سابقاً ب (المؤسسة المصرية العامة للمصانع الحربية وصناعة الطائرات) قبل الانتقال إلى اسمها الحالي.                                                                                                 |
| 13 | الهيئة العامة للرقابة على الصادرات والواردات         | 1986 |        | https://www.goeic.gov.eg | هدفها الرئيسي والأساسي هو تيسير حركة التجارة وتشجيع الصناعات المصرية وتنمية الصادرات بكافه أنواعها ورفع قدراتها التنافسية في كافه الأسواق العالمية. |
| 14 | هيئة الدواء المصرية                                  | 2019 |        | www.edaegypt.gov.eg/ar | هيئة عامة خدمية تتبع رئيس مجلس الوزراء، أنشئت لتحل محل كلا من: الهيئة القومية للرقابة والبحوث الدوائية، والهيئة القومية للبحوث والرقابة على المستحضرات الحيوية، وكذا لتحل أيضاً محل عدد آخر من الجهات والكيانات الإدارية ذات الاختصاص بمجال الرقابة على المستحضرات والمستلزمات الطبية.                                         |
| 15 | مصلحة الرقابة الصناعية                               | 1956 |        | http://www.ica.gov.eg/ | الرقابة على جودة المنتجات الصناعية، من خلال التفتيش الدوري والمستمر على نظم الجودة بالوحدات الإنتاجية، وتقديم المشورة الفنية اللازمة لإجراء أي تعديلات مطلوبة ولازمة على النظم الموجودة، والتفتيش على المراحل المختلفة، وحتى مرحلة المنتج النهائي، وسحب عينات عشوائية من المنتج النهائي أو من المراحل الإنتاجية السابقة عليه. |
| 16 | هيئة الرقابة على المصنفات الفنية                     | 1985 |        | http://www.moc.gov.eg/ar/affiliates-list/%D8%A7%D9%84%D9%85%D8%AC%D9%84%D8%B3-%D8%A7%D9%84%D8%A3%D8%B9%D9%84%D9%89-%D9%84%D9%84%D8%AB%D9%82%D8%A7%D9%81%D8%A9/%D8%A7%D9%84%D8%B1%D9%82%D8%A7%D8%A8%D8%A9-%D8%B9%D9%84%D9%8A-%D8%A7%D9%84%D9%85%D8%B5%D9%86%D9%81%D8%A7%D8%AA/ | تتمثل في المحافظة على القيم والمبادئ والمحافظة على التقاليد الراسخة، وتأكيد قيم المجتمع الدينية والروحية والخلقية، والحفاظ على الآداب العامة وحماية المجتمع، عن طريق تنقية الأعمال الفنية من كل ما يسئ إلى القيم، وصولًا إلى الطاقات الخلاقة لحرية الفكر والإبداع والارتقاء بالمستوى الفني.                                    |
| 17 | الهيئة العامة للخدمات الحكومية                       | 1971 |        | gags.gov.eg | هدفها القيام بعملية تخطيط ومتابعة عمليات الشراء والبيع للجهاز الإداري للدولة. |